# Bauhinia mollis
Bauhinia mollis är en ärtväxtart som först beskrevs av August Gustav Heinrich von Bongard, och fick sitt nu gällande namn av David Nathaniel Friedrich Dietrich. Bauhinia mollis ingår i släktet Bauhinia och familjen ärtväxter.

## Underarter
Arten delas in i följande underarter:
- B. m. mollis
- B. m. notophila